# Isoglossa nervosa
Espèce
Statut de conservation UICN

 VU B2ab(iii) : Vulnérable
Isoglossa nervosa C.B.Clarke est une espèce de plantes à fleurs de la famille des Acanthaceae et du genre Isoglossa, endémique de la ligne montagneuse du Cameroun.

## Description
C'est une grande herbe pouvant atteindre 2 m de hauteur.

## Distribution
Relativement rare, elle est présente principalement au Cameroun (six sites : Adamaoua, Nord-Ouest, Ouest et Sud-Ouest), en Guinée équatoriale (deux sites sur l'île de Bioko), également à l'Est du Nigeria (un site).